# Omi (Nagano)
Omi (麻績村 Omi-mura?) es una villa en la prefectura de Nagano, Japón, localizada en la parte central de la isla de Honshū, en la región de Chūbu. El 1 de marzo de 2021 tenía una población estimada de 2530 habitantes y una densidad de población de 74 personas por km².

## Geografía
Omi se encuentra en la parte central de la prefectura de Nagano, entre Matsumoto y Nagano.

## Historia
El área del actual Ikusaka era parte de la antigua provincia de Shinano y el nombre de Omi aparece en el Azuma kagami del período Kamakura. Era parte de las propiedades del dominio Matsumoto durante el período Edo. La villa de Omi fue establecida el 1 de abril de 1889. Un intento de fusión con el vecino Chikuhoku fue rechazado por votación en 2004.

## Demografía
Según los datos del censo japonés, la población de Omi ha disminuido constantemente en los últimos 50 años.
| Gráfica de evolución demográfica de Omi entre 1940 y 2015 |
|                                                           |
| Oficina de Estadística de Japón                           |